# Shizuoka Stadium
Shizuoka Stadium "Ecopa" (jap. 静岡スタジアム・エコパ Shizuoka Sutajiamu Ekopa) – stadion piłkarski znajdujący się w japońskim mieście Fukuroi. Pojemność tego obiektu wynosi 50 889 widzów. Na co dzień swoje mecze rozgrywają tutaj piłkarze dwóch drużyn: Júbilo Iwata oraz Shimizu S-Pulse. Obok stadionu mieści się także hala sportowa – Ecopa Arena.

## Historia
Rozegrano tu trzy mecze Mistrzostw Świata 2002:
Mecze fazy grupowej:
- 11 czerwca:  Kamerun 0:2 Niemcy
- 14 czerwca:  Belgia 3:2 Rosja

Ćwierćfinał:
- 21 czerwca:  Anglia 1 : 2 Brazylia

Był także areną czterech spotkań Pucharu Świata w Rugby 2019.